# Acalypha inaequalia
Acalypha inaequalia é uma espécie de flor do gênero Acalypha, pertencente à família Euphorbiaceae.